# Вильгельм Генрих Саксен-Эйзенахский
Вильгельм Генрих Саксен-Эйзенахский (нем. Wilhelm Heinrich von Sachsen-Eisenach; 10 ноября 1691 — 26 июля 1741) — герцог Саксен-Эйзенахский.

## Биография
Вильгельм Генрих был сыном саксен-эйзенахского герцога Иоганна Вильгельма и его первой жены Амалии Нассау-Дицской. В 18-летнем возрасте он упал с лошади и повредил почку; боли от этого преследовали его всю жизнь.
15 февраля 1713 года Вильгельм Генрих женился в Идштайне на Альбертине Юлиане Нассау-Идштейнской, дочери князя Георга Августа Нассау-Идштейнского. Этот брак оказался бездетным. 3 июня 1723 года, через 8 месяцев после смерти первой жены, он женился во второй раз, в Берлине, на Анне Софии Шарлотте Бранденбург-Шведтской, дочери маркграфа и генерала Альбрехта Фридриха Бранденбург-Шведтского. Во втором браке детей также не было. Однако этот брак принёс ему прусский орден Чёрного орла, что пробудило в Вильгельме Генрихе интерес ко всему военному.
14 января 1729 умер Иоганн Вильгельм, и Вильгельм Генрих стал герцогом Саксен-Эйзенахским. Сформированный им в 1732 году пехотный полк из двух мушкетёрских батальонов принял участие в войне за польское наследство, воевав на Рейне и в Верхней Италии; в 1734 году он был увеличен до трёхбатальонного размера. После Венского мира полк в 1739 году вернулся в Саксен-Эйзенах и был сокращён до одного батальона.
8 октября 1740 года Саксен-Эйзенахский полк был нанят Пруссией. 17 октября Вильгельм Генрих пообещал Фридриху II ещё один полк, который впоследствии был сформирован как 40-й фузилёрский полк.
В 1741 году Вильгельм Генрих скончался, так и не произведя наследника. С его смертью пресеклась Саксен-Эйзенахская линия Веттинов. Герцогство унаследовал единственный живой родственник-мужчина, герцог Эрнст Август I Саксен-Веймарский. Он сам и его преемники правили обоими герцогствами, состоявшими в личной унии до 1809 года, когда Саксен-Веймар и Саксен-Эйзенах были объединены в единое герцогство Саксен-Веймар-Эйзенах.